# تاریخ ابزارهای زمان
تاریخ ابزارهای زمان در مورد ابزارهایی صحبت می‌کند که برای سنجش زمان بکار می‌رفته‌است مانند ساعت آبی و ساعت شنی و…

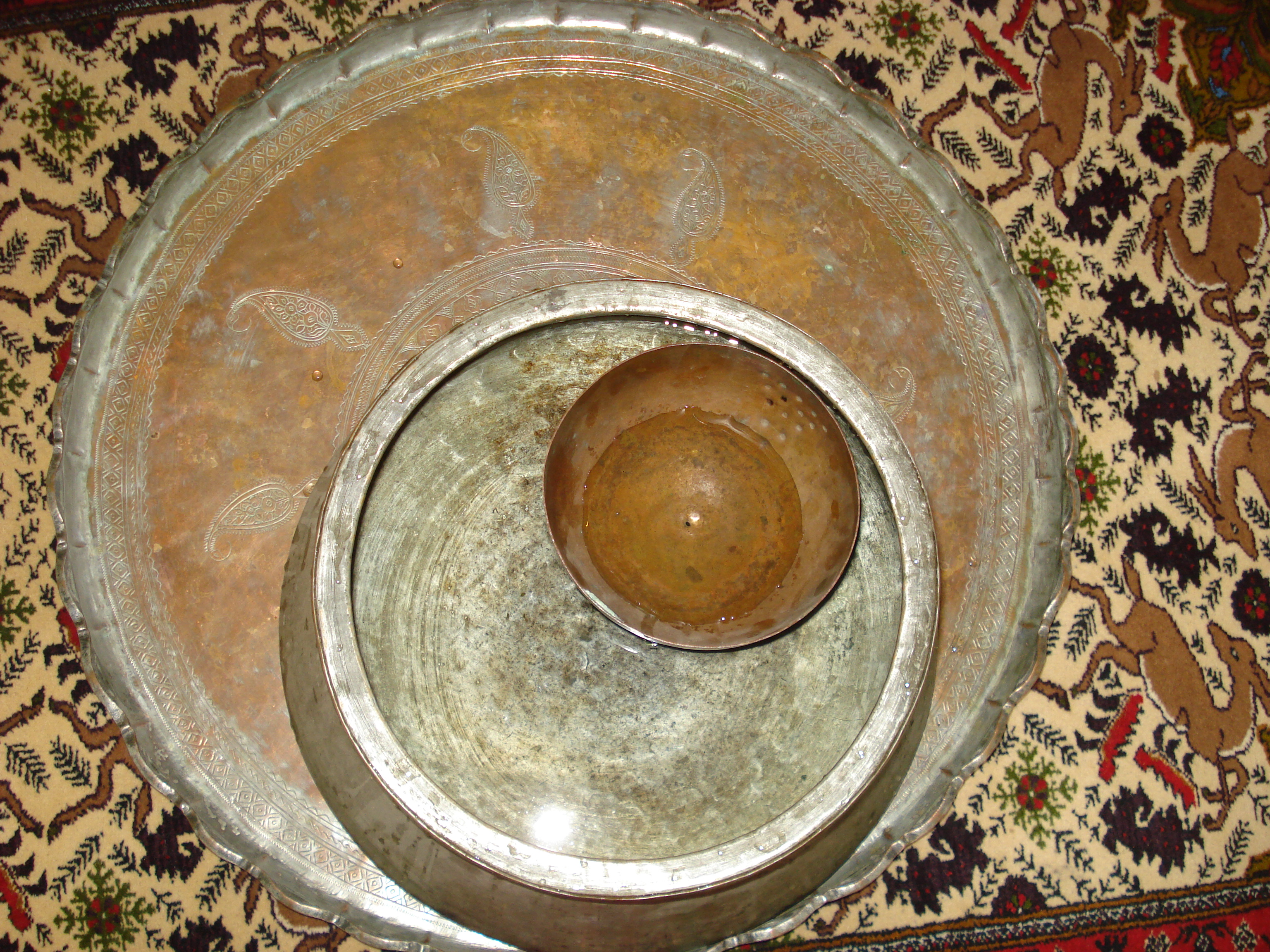
ساعت آبی کاریز زیبد گناباد

یکی از اولین ابزارهای سنجش زمان ساعت آبی بوده‌است که احتمال داده می‌شود در مصر اختراع شده باشد. از حدود ۴ هزار سال قبل نشانه‌هایی از استفاده از ابزار برای سنجش زمان مشاهده شده‌است. در مصر- ایران- عراق- هند و تمدنهای قدیم ابزارهایی پیدا شده که باستان شناسان می‌گویند برای سنجش زمان بوده‌است. اما بنظر بیشتر پژوهشگران این ابزارها برای سنجش زمان نبوده بلکه بیشتر جنبه مذهبی و دینی و برای مناسبتهای دینی بوده‌است.
امروزه دستگاه سنجش زمان را ساعت می‌گویند که مهم‌ترین ابزار برای اندازه‌گیری زمان است. ساعت با فرم نوینش (۲۴ ساعتی) از قرن پانزدهم رایج شد و در یک قرن گذشته رواج عمومی پیدا کرده‌است.

## تاریخچه زمان‌سنج‌ها
حدود شش قرن قبل از میلاد، بابلی‌ها «در عصر امپراتوری دوم» چند مورد ابداعی از خود به جای گذاشته‌اند که امروزه نیز مورد استفاده کلیه کشورهاست. مرسوم داشتن هفت روز هفته و تعیین عدد پایه ۶۰ برای ساعت، احتمالاً از یادگارهای تمدن میان رودان (بابلی) است. آن‌ها باور داشتند که عدد ۶۰ به اعداد ۱، ۲، ۳، ۵، ۶، ۱۰، 12، ۱۵، ۲۰، ۳۰ قابل تقسیم است؛ لذا، این عدد را پایه در نظر گرفته و مبنای تقسیم‌بندی ساعت قرار دادند. همچنین تقسیم‌بندی دایره به ۳۶۰ درجه «مضربی از ۶۰» از کارهای بابلی‌ها می‌باشد. نگاه شود به: نگارش اعداد انگلیسی

## ابزارهای نخستین

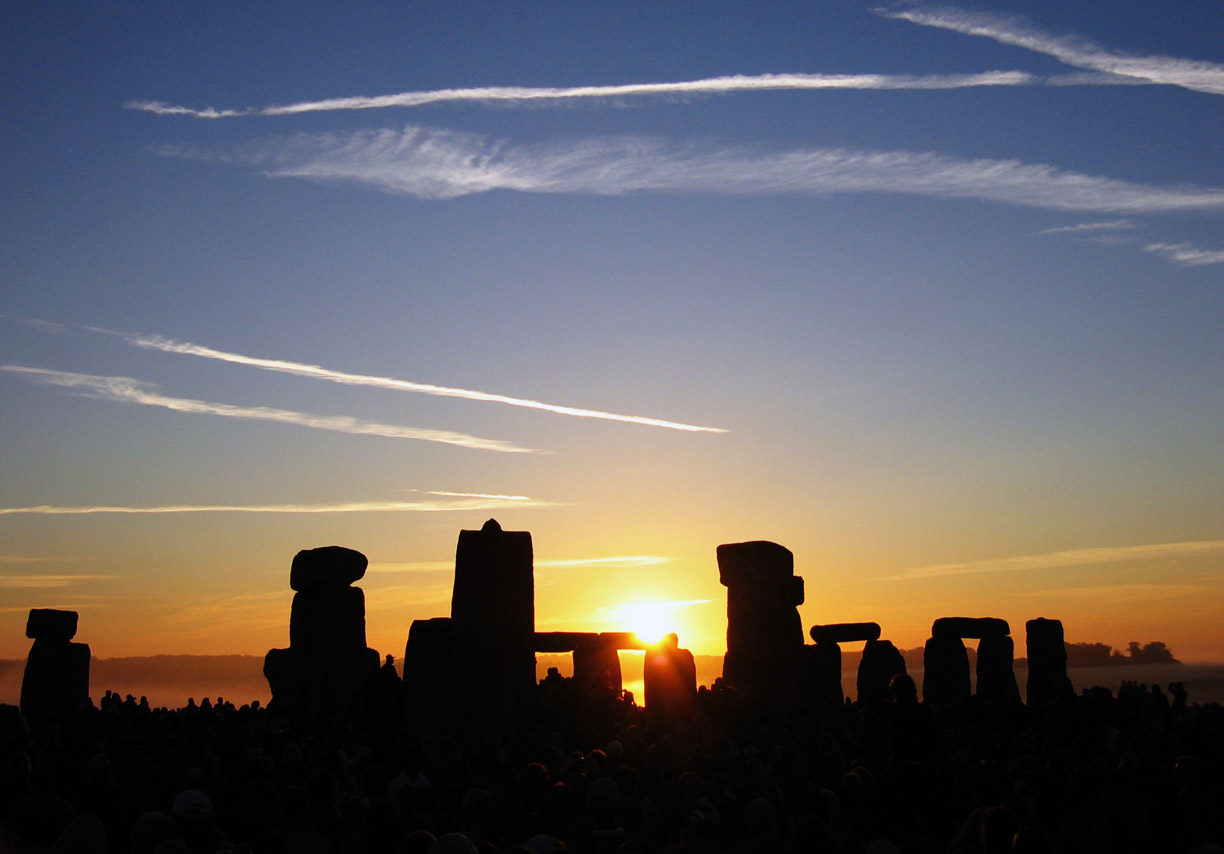
The sun rising over استون‌هنج

استفاده از خورشید و آب یکی از ابزارهای قدیمی سنجش زمان بوده‌است انسانهای نخستین از سایه خورشید، با استفاده از ستون‌ها یا دیواره‌ها، زمان را تعیین می‌کردند بعدها ساعت آبی اختراع شده‌است که در ایران به آن پنگان یا فنجان می‌گویند.

## تاریخ ابزارهای زمان و نقش ایرانیان
در ایران مهم‌ترین و قدیمی‌ترین دستگاه یا ابزاری که برای سنجش زمان بکار رفته فنجان بوده‌است. این دستگاه برای سنجش زمان رها کردن آب به باغ یا مزارع برای آبیاری از سوی سهامداران قنات‌ها بوده‌است.

## انواع ساعت
از روزگاران کهن بشر برای دانستن وقت و زمان، با توجه به تجربه و دانش زمانه، ابزارهایی را ساخته و مورد استفاده قرار داده‌اند، که مهم‌ترین آن‌ها عبارت می‌شده از:

### ساعت آفتابی

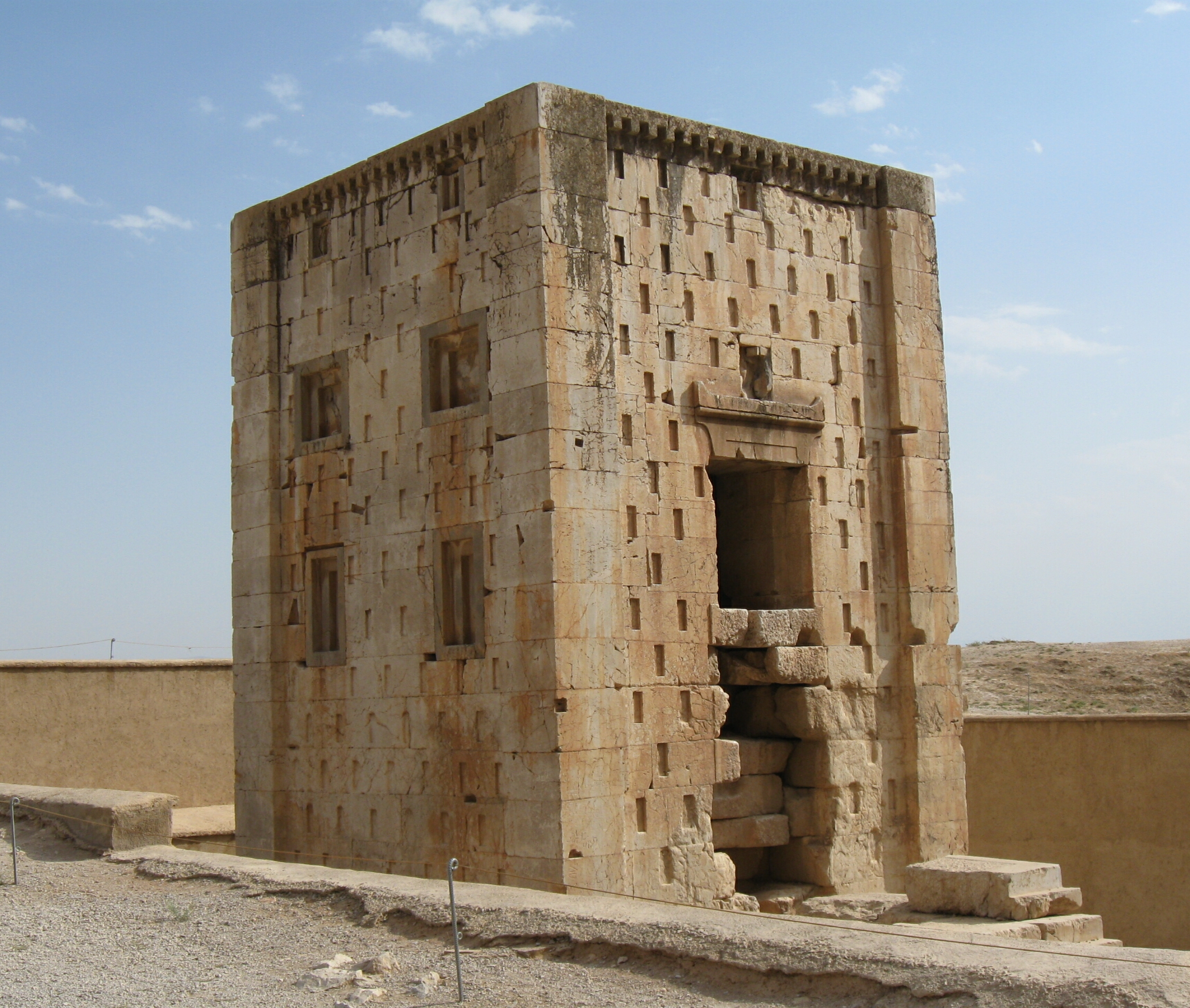
کعبه زرتشت (Ka'ba-ye Zartosht)

کعبه زرتشت را بعضی از پژوهشگران بنایی برای تعیین و سنجش زمان با کمک خورشید و مهتاب می‌دانند. تا امروز حدس می‌زدند کاربرد این بنا، محل نگهداری کتاب اوستا و اسناد حکومتی یا محل گنجینه دربار یا آتشکده معبد بوده‌است. اما غیاث آبادی با تحقیقات خود مدعی است این بنا با مقایسه با تمامی بناهای گاهشماری (تقویم) آفتابی در سرتاسر جهان، پیشرفته‌ترین، دقیقترین، و بهترین بنای گاهشماری آفتابی جهان است. این در حالی است که تا قبل از این بنا هم «چارطاقی» ها در نقاط مختلف ایران احداث شده بودند و همین وظیفه را با شیوهای بسیار ساده اما دقیق و حرفه‌ای بر عهده داشتند.
تمامی بناهای گاهشماری آفتابی در جهان فقط می‌توانند روزهای خاصی از سال (مانند روزهای سرفصل) را مشخص کنند و حتی با سال خورشیدی هم تنظیم نیستند. اما این بنا با دقت و علمی که در ساخت آن اجرا شده، قادر است بسیاری از جزئیات روزهای مختلف سال و ماه‌ها را مشخص کند.
زرتشتیان با استفاده از این بنا می‌توانستند بسیاری از مناسبتها و جشنهای سال را روز به روز دنبال کنند و از زمان دقیق آن‌ها آگاه شوند.
بسیاری از بناهای چارطاقی در سطح کشور (به تصور آتشکده) یا به‌طور کامل تخریب شده یا تغییر کاربری داده شده‌است؛ ولی خوشبختانه تعدادی هم مانند چارطاقی «نیاسر» و چارطاقی «تفرش»، و چهار طاقی شهر ایج در جنوب استان فارس که از عهد ساسانیان به جا مانده‌است سالم مانده و برای ما و نسلهای بعدی باقی‌مانده‌اند.
در ساعت خورشیدی، یا اسطرلاب (استاریاب) که از دوره صفوی در ایران رایج بوده‌است، میله‌ای عمودی بر سطح افقی نصب می‌شده‌است با اندازه‌گیری سایه آن میله، زمان معلوم می‌گردیده‌است. این‌گونه ساعت‌ها در دربار شاهان و در مکانهای مذهبی استفاده می‌شده و نیاز به مدیریت انسان نداشته‌است. اما کاربرد آن فقط برای روزهای آفتابی و با مناسبت‌های خاص بوده‌است. در ایران ساعت آفتابی معمولاً همراه با استرلاب بوده و بعضی استرلابها دارای میله‌ای برای تعیین ظهر شرعی داشته‌اند.

### ساعت شنی یا ماسه‌ای

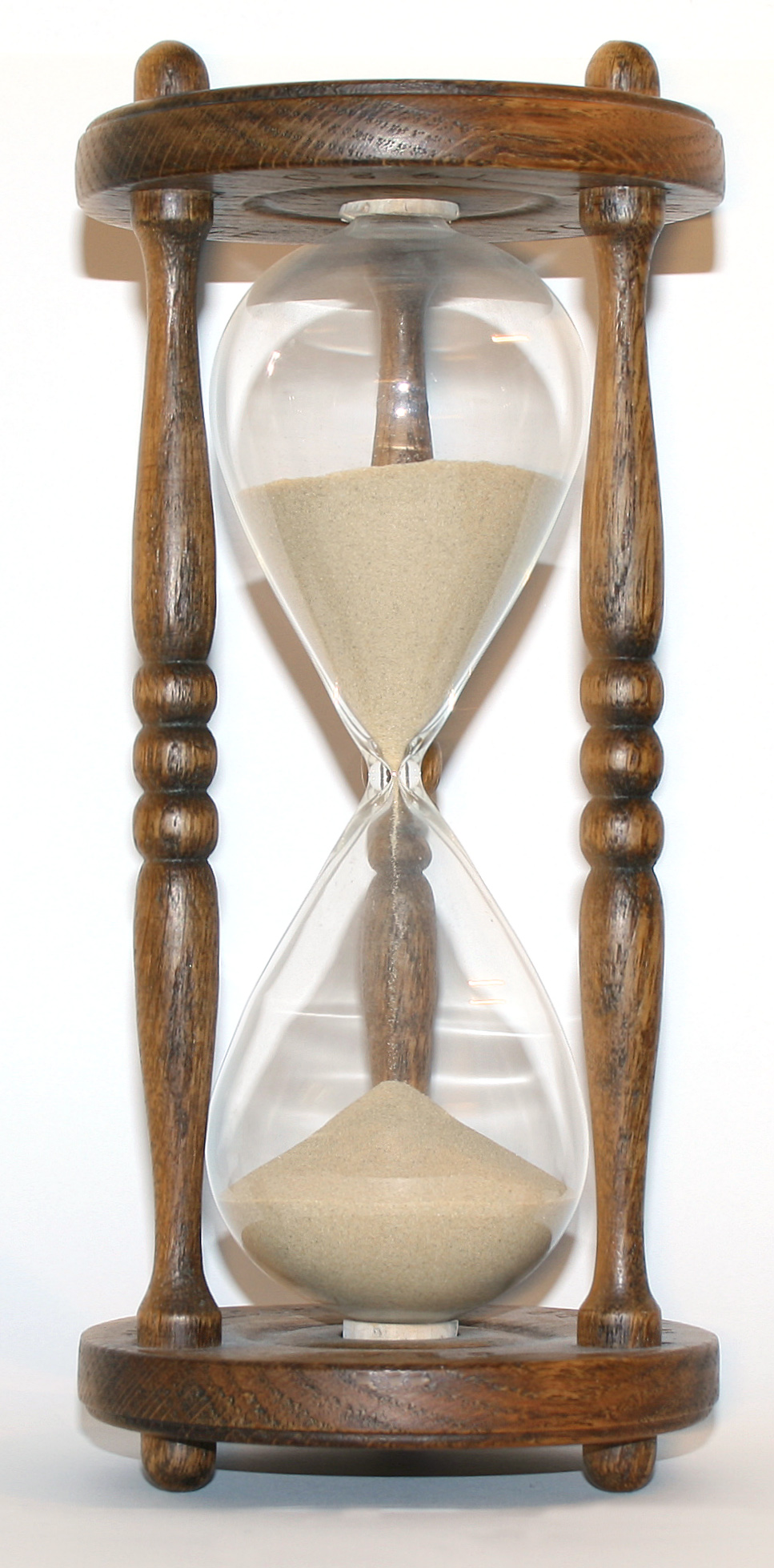
An ساعت شنی ساعت شنیThe timekeeping devices

از دو حباب شیشه‌ای چسبیده به هم تشکیل می‌شده که میان آن، سوراخ باریکی برای رد شدن شن یا ماسه تعبیه می‌کردند، تا شنها به تدریج از حباب بالا به حباب پایین جمع شود. بعد ظرف را وارونه می‌کردند و همان عمل تکرار می‌شد. با معلوم شدن تعداد دفعات جابجا شده شن‌ها در حبابها، حدود تقریبی زمان مشخص می‌گردید. کاربرد این ساعت نیز محدود بوده و بیشتر برای تعیین زمان اقرار کردن یا قسم خوردن یا برای داوران در مسابقات یا در زمان اجرای اعدام استفاده می‌شده‌است. این ابزار بیشتر در روم رایج بوده‌است.

### تاریخ ساعت آبی در ایران
ساعت آبی انواعی داشته اما ساده‌ترین و دقیق‌ترین آن ساعت آبی ایرانی پنگان یا فنجان بوده‌است که بر اساس دو ظرف و دستکم یک محاسبه گر دایمی انسانی قرار داشته‌است. پرونده:

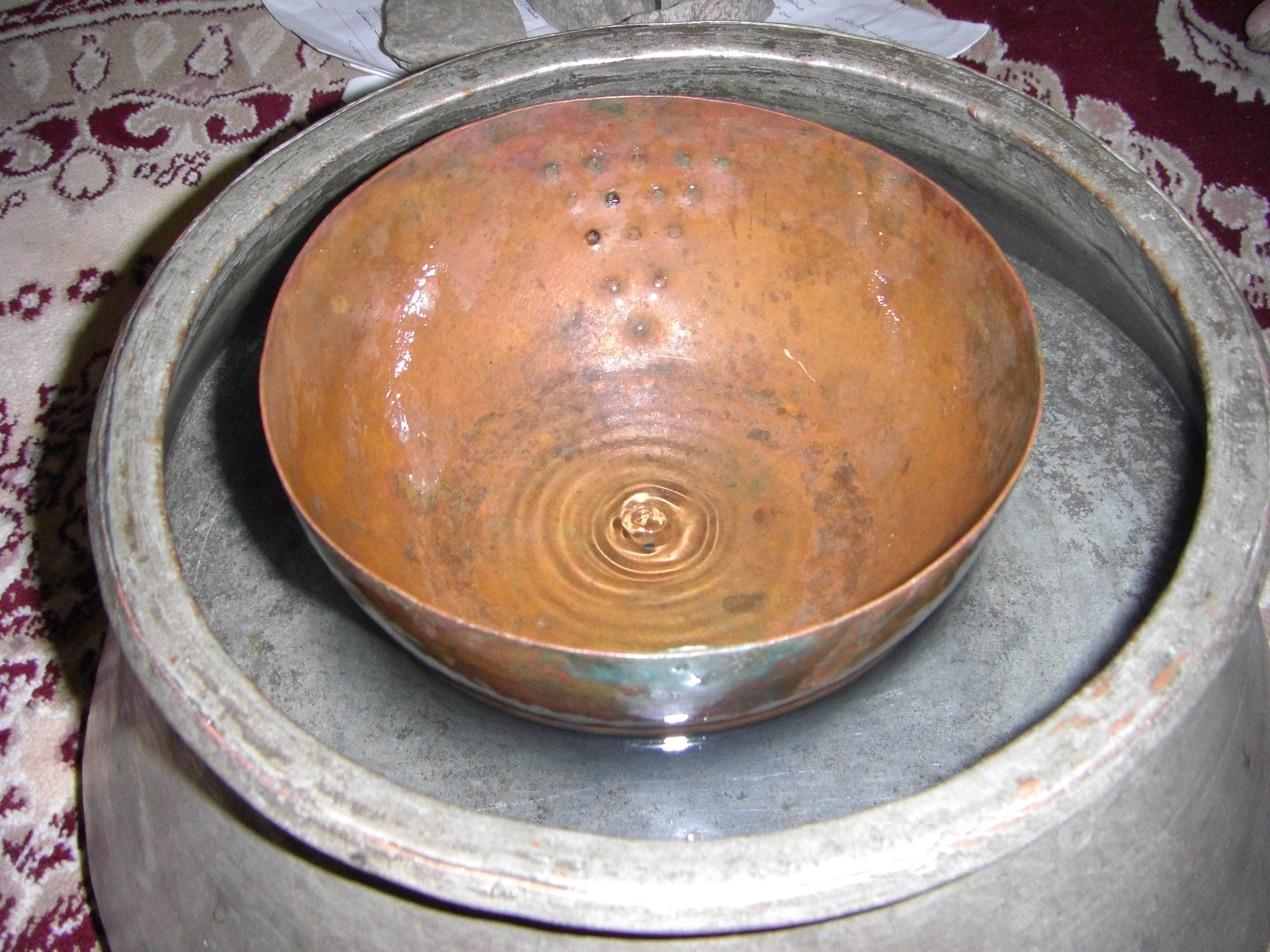
فنجان یا ساعت آبی قناتزیبد

تاریخ اولین زمان بکارگیری ساعت آبی در ایران به‌درستی روشن نیست اما با توجه به اینکه کالیستنس مورخ یونانی کاربرد فنجان در ایران را مشاهده کرده‌است می‌توان گفت که قبل از او در ایران ساعت آبی رایج بوده‌است. او که در لشکرکشی اسکندر مقدونی به ایران همراه او بود و رویدادهای روز و مشاهداتش را منظما یادداشت می‌کرد در یادداشتی که بعداً با محاسبات تقویمی معلوم شده که متعلق به سپتامبر ۳۲۸ پیش از میلاد است نوشته‌است: در اینجا (ایران)، در دهکده‌ها که آب را برحسب نوبت به کشاورزان برای آبیاری می‌دهند، یک فرد از میان آنان (کشاورزان) انتخاب می‌شود تا بر زمان نوبت (و تقسیم زمانی سهام) نظارت داشته باشد. این فرد در کنار مجرای اصلی آب و محل انشعاب آن میان کشاورزان، بر سکویی می‌نشیند و ظرفی فلزی را که سوراخ بسیار ریزی در آن تعبیه شده‌است در ظرفی بزرگتر و پر از آب قرار می‌دهد که پس از پر شدن ظرف کوچک (یک بار یا چند بار) که به آهستگی و طبق محاسبه قبلی ابعاد سوراخ آن صورت می‌گیرد، آب را قطع و آن را به جوی کشاورز دیگر باز می‌کند و این کار دائمی است و این وسیله (ساعت آبی) عدالت را برقرار کرده و از نزاع کشاورزان بر سر آب مانع می‌شود و …
.
- ساعت آبی ایرانی ابزاری ساده و در عین حال بسیار دقیق، کارآمد و همیشگی بوده و در زندگی کشاورزی جامعه ایران به ویژه در مناطق کویری که آب مایه حیات و عنصر اصلی زندگی اجتماعی بوده ضروری و نقش کارآمدی داشته‌است. در هیچ جای جهان ساعت آبی به اندازه ایران کارآمد و تأثیرگذار و مستمر نبوده‌است این ساعت حتی در زمانی‌که ۵۰ سال قبل ساعت‌های نوین به بازار آمده بود با آن‌ها رقابت می‌کرد و کشاورزان حاضر به کنار گذاشتن آن و استفاده از ساعت‌های نوین و جدید نبودند.

بر اساس بررسی‌های اولیه ساعتی آبی در ایران دست کم ثبت مکتوب و کاربرد ۲۴۰۰ ساله دارد.

## چگونگی تعیین زمان
از ابتدای اختراع قنات، تعیین زمان و تقسیم عادلانه آب بین سهامداران توسط میرآب و با ابزار ساعت آبی یا فنجان انجام می‌شده‌است. ساعت آبی متشکل است از:
1. کاسه یا فنجان (دقیقه شمار)
2. دیگ پر از آب.
3. سنگ‌های کوچک یا تشله
4. محاسبه گر انسانی یا میرآب
5. محل استقرار که به آن خانه فنجان می‌گفتند؛ و میرآب به‌طور دایمی در آن استقرار داشت.

فنجان عبارت است از یک کاسه کوچک با روزنه‌ای در وسط آن و چند درجه یا علامت عددی در بدنه داخلی آن که بر روی آبهای یک دیگ بزرگ قرار می‌گیرد. مانند تصویر (فنجان قنات زیبد گناباد)
فنجان ابتدا برای تعیین دقیق زمان و مدت آبیاری و استفاده از آب قنات و تقسیم عادلانه زمان سهام هریک از سهامداران اختراع شده‌است ولی بعدها این ابزار ساده کاربرهای دیگری از جمله زمان‌سنجی و گاهشماری نیز یافت و برای تعیین بزرگ‌ترین روز سال - بزرگ‌ترین شب- طولانی‌ترین روز- روز برابری شب و روز و تعیین اوقات شرعی در دوره اسلامی بکار برده شد این ساعت دست کم دو هزاره کهنت دارد از ابتدای ساخت قنات گناباد مورد استفاده بوده‌است مدیریت این ساعت آبی توسط دستکم یک نفر نوبت روز و یک نفر نوبت شب انجام می‌شده و زمان (دقیقه‌ها) بر اساس تعداد پرآب شدن فنجان و جمع کل با تعدادی تشله یا سنگ ریزه یا چوب خط محاسبه می‌شده‌است.
ه.
.
ساعت آبی یکی از فندهای مهم علمی است که کاربرد میدانی دقیقی داشته و از چند هزار سال پیش تا ۵۰ سال قبل در بسیاری از مناطق ایران استفاده مستمر داشته‌است. در مقایسه با استاریاب(اسطرلاب)که بیشتر جنبه طالع بینی و خرافی داشته تا کاربرد علمی واقعی، فنجان یا ساعت آبی ابزار و تکنیک بسیار ساده و در عین حال در زندگی کشاورزان بسیار مهم و حیاتی بوده در زندگی و کارکرد عملی مردم داشته‌است و هرگز جنبه خرافاتی پیدا نکرده‌است.

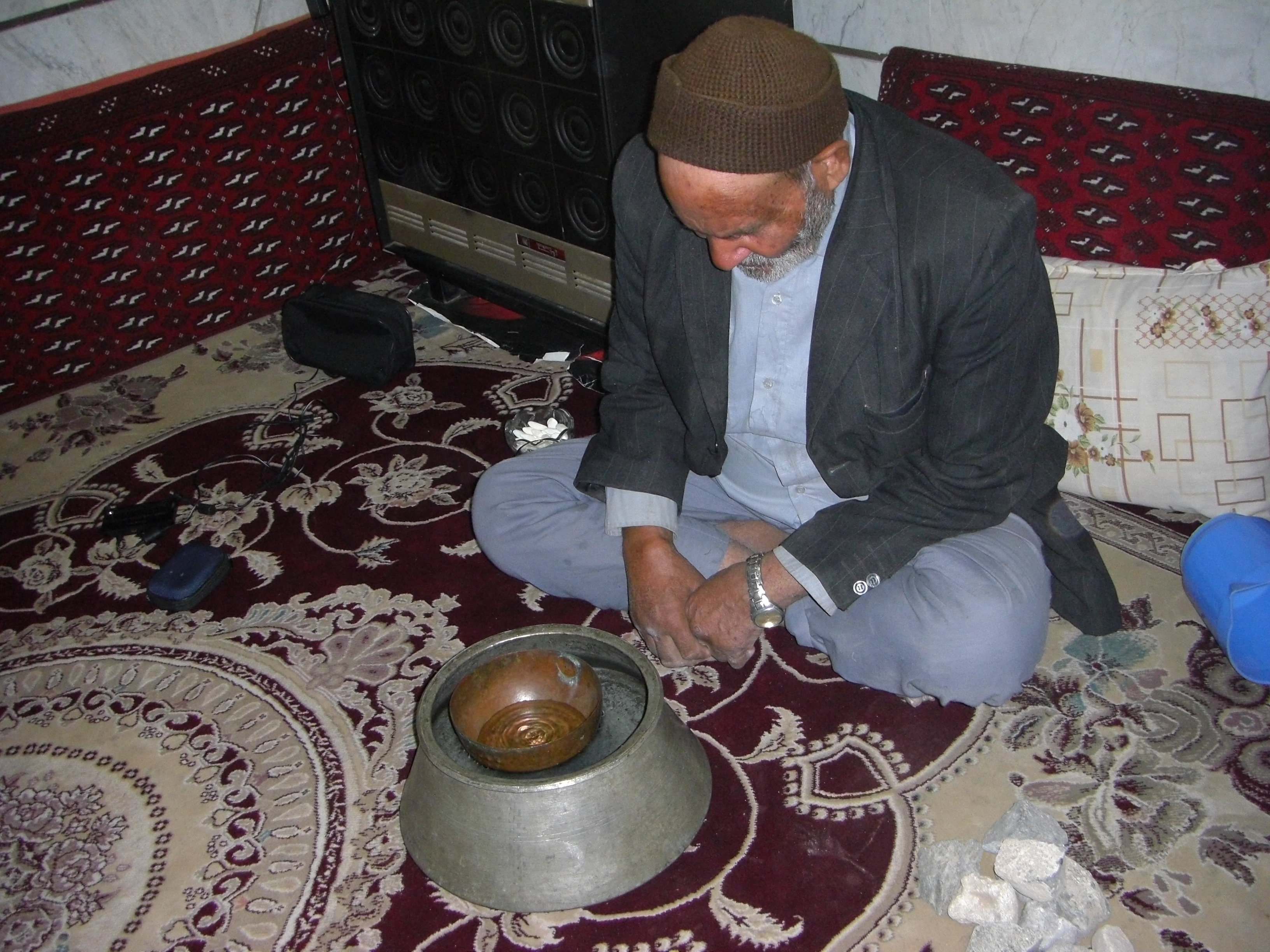
بازسازی مدیریت ساعت آبیزیبدتوسط میرآب واقعی

- اصطلاحات:نوبت ما کی خواهد بود؟ جواب مثلاً ۱۰ فنجان دیگر یا ۵ فنجان بعد از غروب یا ۱۵ فنجان بعد از روز ورآمد (طلوع خورشید) در آن زمان دقیقه و ثانیه و ساعت بکار نمی‌بردند به جای همه اینها (ثانیه- دقیقه- ساعت) فقط واحدفنجان بکار می‌بردند؛ مثلاً امروز از «روز ورآمد» (طلوع) تا «روز در کوه» (غروب) ۷۰ فنجان بود. (یعنی ۵۲۵ دقیقه)

فن آبیاری و قنات یک صنعت یا هنر مهم دیگری را نیز به همراه آورده و آن صنعت آسیاب آبی است هنوز مشخص نیست که در ایران ابتداآسیاب بادی بکار رفته یا آسیاب آبی. در مکتوبات مربوط به دوره نخست اسلام به آسیاب بادی‌های و آسیابهای آبی ایران اشاره شده‌است. اشاره تاریخ نویسان به داستان کشته شدن یزدگرد ساسانی بدست آسیابان و اشاره به کشتار ایرانیان یک بار در الیس به فرماندهی خالد پسر ولید و یک بار در زمان امویان در گرگان به فرماندهی یزید بن مهلب از روایتهایی است که در آن‌ها به آسیاب آبی و بادی اشاره شده‌است.

## مزیت‌ها و کاربردهای ساعت آبی
مزیت ساعت آبی بر ساعت‌های آفتابی و شنی این بوده‌است که خطای محاسباتی نداشته و دقیق بوده‌است و در طول شب و روز و به‌طور دایم و در طول سال بدون تعطیلی به‌طور مستمر مورد استفاده بوده‌است. در حالیکه ساعت‌های شنی برای یک مدت کوتاه و برای تصمیم خاص یا مراسم ویژه مورد استفاده قرار می‌گرفته‌است؛ مثلاًمیرآب دقیقاً می‌دانسته‌است که از زمان غروب تا زمان طلوع خورشید چند فنجان بوده‌است و بر اساس محاسبات فنجان دقیقاً، روزی را که تعداد فنجانها با تعداد فنجانهای شب برابری می‌کرد(۹۶ فنجان) را روز اول سال نو می‌نامیدند. طولانی‌ترین روز (اول تیرماه) و طولانی‌ترین شب یلدا (حدود ۱۱۵ فنجان) را تعیین می‌کرده‌اند. محمد میرآب که حدود ۶۰ سال فنجان دار زیبد بوده‌است تمام این محاسبات را به‌طور دقیق انجام می‌داده‌است.
پرونده:ساعت آبی قنات زیبدگناباد تا سال ۱۳۵۴ فعال بوده‌است؛ و سپس ساعت‌های نوین برای تقسیم سهام و حق آبه هر سهامدار و باغدار بکار گرفته شده‌است. با ساعت‌های جدید معلوم شدکه هر فنجان قدیم معادل ۷ دقیقه و نیم به ساعت‌های فعلی بوده‌است. اما هنوز هم واحد شمارش در سهام قنات فنجان است؛ مثلاً می‌گویند فلانی ۱۰ فنجان از آب قنات سهم دارد.

## روش کار
تا سده‌های میانه (قرون وسطی) پیشرفته‌ترین وسیله برای اندازه‌گیری زمان در ایران ساعت آبی بود. ساعت آبی در ساده‌ترین شکلش از یک کاسه (فنجان) کوچکی تشکیل می‌شد که وسط زیر آن روزنه‌ای ایجاد شده بود. این فنجان بر روی سطح آب یک ظرف بزرگتر (دیگ) قرار می‌گرفت، آب از راه منفذ به آرامی به داخل کاسه وارد می‌شد و پس از چندی (فنجان‌ها استاندارد یکسانی نداشتند) فنجان زیبد ۷/۵ دقیقه بوده) آن را پر می‌کرد و در نتیجه در آب فرومی‌رفت. طول مدت پر شدن ظرف به روزنه و سنگینی کاسه بالا بستگی داشت. چنین ظرفی را تاس ساعت، پنگان یا فنجان می‌نامیدند و واحد زمان را نیز که همان مدت پر شدن ظرف بود پنگان یا فنجان می‌خواندند. تا ۴۰ سال قبل هنوز در برخی روستاه‌های ایران همچنان برای توزیع آب چشمه و قنات از پنگان استفاده می‌شد.
طریقه کار فنجان یا ساعت بدین گونه بود که میر آب با چشم دوختن به فنجان با هر بار پر شدن و غرق شدن آن و خوردن کاسه به کف دیگ یک فنجان یا هفت دنگ و نیم یا(۷ دقیقه و نیم امروزی) محاسبه نموده و یک سنک کوچک برای هر بار غرق شدن کاسه در یک کیسه یا یک ظرف سفالی برای محاسبه جمع کل (تعداد فنجان)هایی که آب برای یک مزرعه یا باع رها می‌شده می‌گذاشته‌است. تا تعدا فنجانهای و زمانی که سهامدار قنات آب برای باغ خود یا زمین می‌برده را دقیقاً حساب کند مثلاً اگر ۱۰ سنگ درون کیسه باشد یعنی ۱۰ فنجان یا معادل امروزی(۷۵ دقیقه) آب قنات را فرد استفاده کرده‌است. اگر فردی ۱۰ فنجان سهم از قنات داشته باید (معادل امروزی هفتاد و پنج دقیقه) یعنی مدت زمانی که ۱۰ فنجان آب پر شود آب قنات را به زمین یا باغ خود رها می‌کرده‌است و با اعلام جار زدن یا شیپور زدن یا یک صدای قرار دادی فرد بعدی آب را به باغ یا زمین خود منتقل می‌کرده و به همین ترتیب… معمولاً محل استقرار دایمی فنجان و مدیر آن (میر آب) خانه فنجان بوده‌است. اما در فصل تابستان گاهی ممکن است فنجان را به محل اصلی تقسیم آب ببرند.

## ساعت آبی سایر کشورها
یک نمونه ساعت آبی یونانی با کاربرد نامشخص احتمالاً کاربرد مذهبی یا طالع بینی. ظرف پائینی کپی شده از نسخه قدیمی بالایی. شیوه کار آن نامشخص است احتمال داده می‌شود که کاربرد زمانی داشته‌است.

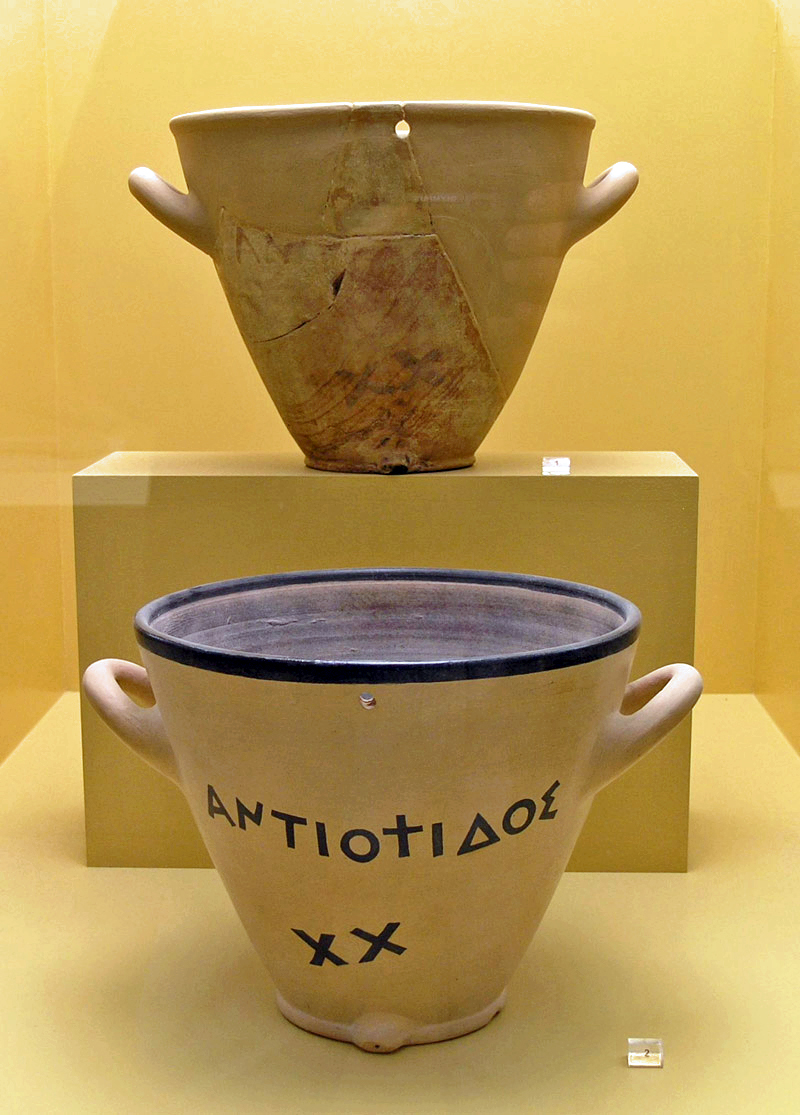
A فنجان یونانی.

با وجود اینکه ابزارهایی از دوره قبل از میلاد مسیح در مصر- یونان - چین و هند شبیه به ساعت آبی پیدا شده اما کاربرد آن‌ها دقیقاً مشخص نشده بنظر می‌رسد که این ابزارها کاربرد مذهبی داشته و برای تعیین زمان بکار نمی‌رفته‌است. در ایران ساعت آبی کاربرد عملی داشته‌است.
در مصر چیزی که ساعت آبی نامیده می‌شود تاریخ آن به 1417-1379 BC بر می‌گردد.
نشانه‌ای که می‌تواند ساعت آبی باشد ۱۶ قبل از میلاد مصر در دربار آمن Amenemhet, شناسایی شده‌است.
در عراق نیز ساعت آبی برای محاسبات و شمارش بکار رفته اما استفاده این ابزار نیز در هاله‌ای از ابهام قرار دارد.
.
|image =
|size = H:۸٫۲ سانتیمتر (۳٫۲ اینچ)
W:۱۱٫۸ سانتیمتر (۴٫۶ اینچ)
D:۲٫۵ سانتیمتر (۰٫۹۸ اینچ)
|writing زبان اکدی
|created = 600BC-500BC
|location = Room 55, موزه بریتانیا
|id = 29371 

### هند
در هند باستان شناسان احتمال می‌دهند که ظرفی را که در موهنجودارو کشف شده یک ساعت آبی باشد
در هند ساعت آبی برای مراسم‌های دینی بکار می‌رفته‌است.

## ساعت شمعی
در ایران به پیه‌سوز معروف است. در این نوع ساعت، بدنه شمع مدرج می‌شد و با سوختن شمع و کوتاه شدن آن زمان را محاسبه می‌کردند. ساعت شمعی به راحتی می‌تواند با وارد کردن یک میخ سنگین درون آن در فواصل مورد نظر، به یک زمان سنج تبدیل شود؛ بنابراین، هنگامی که شمع تا آن نقطه بسوزد، میخ بر روی صفحهٔ فلزی زیر شمع افتاده و صدا ایجاد می‌کند.
ساعت شمعی به راحتی می‌تواند با وارد کردن یک میخ سنگین درون آن در فواصل مورد نظر، به یک زمان سنج تبدیل شود. آیا می‌توانید تصور کنید در دنیایی زندگی کنید که هیچ گونه زمان سنج، ساعت یا وسیلهٔ دیگری که زمان دقیق روز را به شما بگوید، وجود نداشته باشد؟
نمی‌توان منکر آن شد که یک رابطهٔ عشق و نفرت نسبت به ساعتهای مختلف اطرافمان وجود دارد. با این حال، اهمیت آنها در زندگی ما نمی‌تواند خدشه‌دار شود.
یک ساعت شمعی از شمع به عنوان رکن اصلی خود برای نمایش گذشت زمان استفاده می‌کند. و از نوعی موم مخصوص که سرعت سوختن آن مشخص است، ساخته می‌شود. از اینرو بلندی و عرض شمع ثابت و معین می‌باشد، به طوری که بتواند به‌طور صحیح گذشت مدت زمان مورد نیاز را نشان دهد.

## ساعت‌های نوین

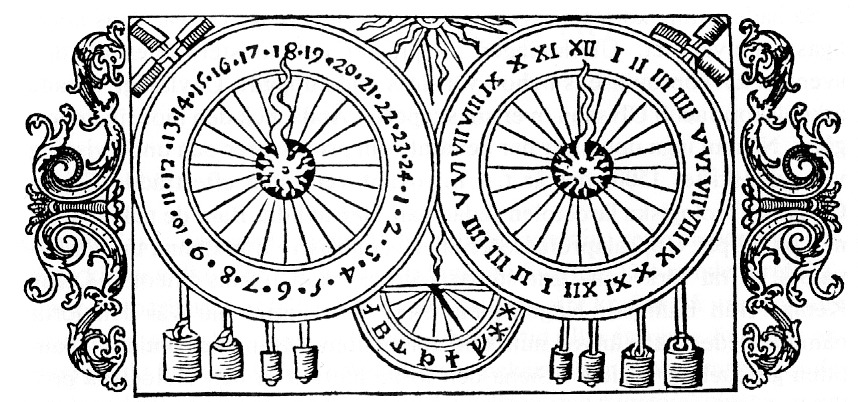
Woodcut showing the 16th century ساعت نجومی of Uppsala Cathedral, اعداد خط عربی/فارسی و رومن در یک ساعتh Roman numerals.

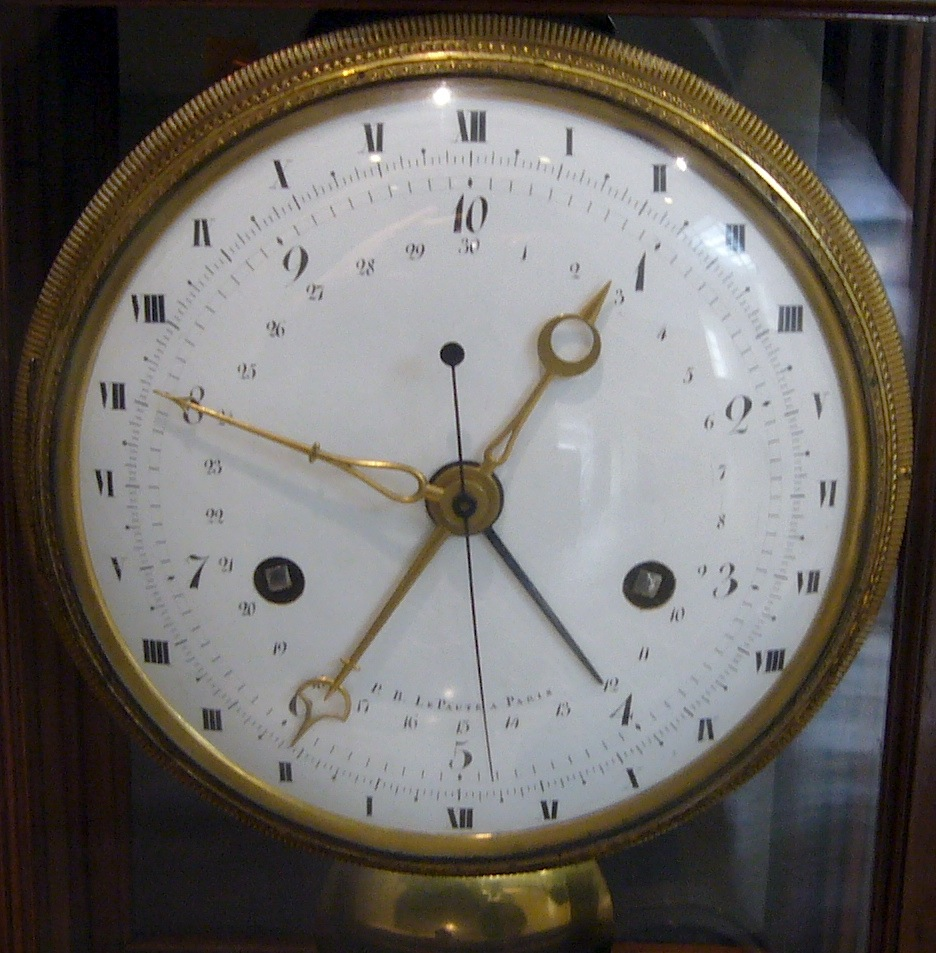
قرن۱۸ عدد.

با پیشرفت علم و دانش بشری، به تدریج ساعت‌های دقیق تر مکانیکی، وزنه‌ای، فنردار، برقی، باتری دار و کامپیوتری جای ساعت‌های آبی، آفتابی و ماسه‌ای را گرفتند. مخصوصاً از زمان استفاده انسان از فنر جهت راه انداختن چرخ‌های دندانه دار، که به ساعت شمار و دقیقه و حتی ثانیه شمار متصل هستند، سنجش دقیق زمان برای همه به‌طور ساده امکان‌پذیر گردید. در اوایل قرن شانزدهم اولین ساعت مچی آهنی، که نسبتاً زمخت بوده، توسط یکنفر آلمانی ساخته شد. بعدها اواخر قرن هجدهم با استفاده از فنر و چرخ دندانه‌های بسیار کوچک، امکان ساختن ساعت‌های مچی ظریف به‌وجود آمد، اولین ساعت‌های مچی شبیه ساعت‌های امروزی، در کشور سوئیس «از سالهای ۱۷۹۰ به بعد» ساخته شد؛ و بانگارش اعداد انگلیسی دقیقتر گردید.
بین سالهای ۱۸۶۵ تا ۱۸۶۸ بزرگ‌ترین، حجیم‌ترین و جسیم‌ترین ساعت دیواری جهان، در کلیسای سن پیر در فرانسه نصب گردید ارتفاع ساعت ۱/۱۲ متر عرض آن ۰۹/۶ متر و ضخامتش ۷/۲ متر بوده که از ۹۰۰۰۰ قطعه تشکیل یافته. در مقابل بزرگ‌ترین ساعت، ظریف‌ترین ساعت دنیا فقط ۹۸/۰ میلی‌متر قطر دارد.
تکنولوژی امروزی، انسان را قادر ساخته ساعت‌های بسیار ظریف و دقیق مکانیکی و تمام الکترونیکی، کامپیوتری و حتی اتمی بسازد.

## دقیق‌ترین ساعت دنیا
دقیق‌ترین ساعت دنیا که در اصل یک ساعت اتمی است در هر ۳۰۰ میلیارد سال فقط ۱ثانیه از دست می‌دهد.